# Cameraria saccharella
Cameraria saccharella là một loài bướm đêm thuộc họ Gracillariidae. Loài này có ở Québec và Hoa Kỳ (bao gồm Illinois, New Jersey, Ohio, Maine, New York, Connecticut và Vermont).
Sải cánh dài 5–7 mm.

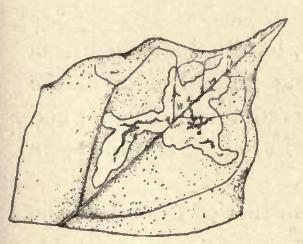
Mine

Ấu trùng ăn Acer species, bao gồm Acer nigrum, Acer rubrum, Acer saccharinum và Acer saccharum. Chúng ăn lá nơi chúng làm tổ.